# Galilea (piroscafo)
Il Galilea era un piroscafo misto, in servizio con questo nome dal 1935 per il Lloyd Triestino e l'Adriatica di Navigazione. In precedenza aveva portato il nome di Pilsna, con il quale era stato varato nel 1916. Fu affondato il 29 marzo 1942 dal sommergibile britannico HMS Proteus.

## Caratteristiche
Il Pilsna era un piroscafo misto; lungo 135 metri e largo 16, disponeva di sistemazioni per 150 passeggeri in prima classe e 47 in seconda e di quattro stive per il carico, con un volume complessivo di 7 200 metri cubi. Si differenziava dal gemello Cracovia nell'apparato motore, montando delle tradizionali macchine alternative a vapore a triplice espansione in luogo delle turbine installate sul gemello. Altra differenza rispetto al gemello era la presenza di un secondo fumaiolo, posticcio, installato per motivazioni estetiche, che fu però rimosso dopo poco tempo.
Caratteristica peculiare del Pilsna, così come del gemello Cracovia, era la possibilità di chiudere le porte stagne poste sulle paratie stagne trasversali direttamente dalla plancia.
Nel 1934 il piroscafo fu sottoposto a dei lavori di ristrutturazione, per adattarlo al servizio sulle rotte per migranti verso la Palestina. Le sistemazioni per i passeggeri furono modificate, portando la capienza complessiva a 440 persone (70 in prima classe, 150 in seconda e 220 in terza). Furono inoltre poste a bordo una sinagoga e una cucina dedicata ai passeggeri di religione ebraica. 

## Servizio
Il Pilsna fu impostato il 19 marzo 1914 sugli scali del Cantiere San Rocco di Muggia, dove fu varato il 5 febbraio 1916. Nonostante l'attività del cantiere non si fosse interrotta dopo lo scoppio della prima guerra mondiale, la costruzione del piroscafo rallentò; il Pilsna fu trasferito a fine 1916 presso l'Arsenale del Lloyd a Trieste per effettuare l'allestimento, che fu completato solo ad aprile 1918. La nave, pur consegnata al Lloyd Austriaco, rimase inoperosa fino al 18 marzo 1919, quando passò al Lloyd Triestino, con bandiera interalleata. Requisita, tornò all'armatore di appartenenza a luglio, venendo immessa sulle linee da Trieste all'Estremo Oriente, con scali a Venezia, Brindisi, Port Said, Aden, Colombo, Penang, Singapore, Shangai, Kōbe e Yokohama. Il Pilsna rimase in servizio sulla stessa linea anche negli anni seguenti, prendendo bandiera italiana nel 1921.
Nel giugno 1932, in seguito alla prima riorganizzazione delle linee sovvenzionate effettuata dal Governo italiano,  il Pilsna fu destinato alla linea verso Istanbul. Nel 1934 il piroscafo, che l'anno precedente aveva effettuato un viaggio straordinario sulla linea verso la Palestina, fu sottoposto a lavori per adattarlo al servizio permanente su questa rotta. Rinominato Galilea, tornò in servizio il 16 febbraio 1935. Nel 1937, in seguito al secondo intervento di razionalizzazione delle linee sovvenzionate, il Galilea fu assegnato alla neocostituita Adriatica di Navigazione, rimanendo in servizio sulla stessa linea.
Il 25 gennaio 1940 fu posto in disarmo, essendo notevolmente diminuita la domanda di trasporto in seguito allo scoppio della seconda guerra mondiale. Noleggiato brevemente al Lloyd Triestino, fu in seguito requisito a più riprese dalla Regia Marina, che lo impiegò come trasporto truppe. Il 28 marzo 1942 il Galilea salpò da Patrasso in un convoglio che comprendeva anche l'incrociatore ausiliario Città di Napoli, i piroscafi Aventino, Francesco Crispi, Piemonte e Italia e la motonave Viminale, scortato dal cacciatorpediniere Sebenico e dalle torpediniere San Martino, Castelfidardo, Antonio Mosto e Angelo Bassini. Il convoglio aveva il compito di rimpatriare la Divisione Alpina "Julia"; sul Galilea in particolare fu imbarcato l'intero Battaglione Alpini "Gemona". Alle 22:50 il Galilea fu silurato dal sommergibile britannico HMS Proteus, nei pressi dell'isola di Antipaxos, affondando durante la nottata. Il naufragio costò la vita a 995 uomini (secondo altre fonti 1041).

## Navi gemelle
- Gerusalemme